# 홍명표
홍명포(1940년 6월 13일 ~ 2025년 2월 3일)은 대한민국의 언론인이다.

## 학력
- 오현고등학교 (졸업)
- 성균관대학교 (경제학 / 학사)

## 수상 경력
- 욱일쌍광장